# محمد سعيد الشمراني
محمد سعيد الشمراني ضابط برتبة ملازم سابق في طيران سلاح الجو بالمملكة العربية السعودية، اشتهر بعد قيامه بعمليات إطلاق نار وقتل جماعي في محطة بنساكولا الجوية البحرية في بينساكولا بولاية فلوريدا.
طالب طيران وقالت السلطات إنها تحقق في الإرهاب كدافع محتمل.

## عملياته
تم الإبلاغ عن إطلاق النار للمرة الأولى في الساعة 6:51 صباحًا عندما فتح المشتبه فيه وهو محمد سعيد الشمراني النار في أحد مباني الفصل الدراسي صباح الجمعة، تم إطلاق النار على محمد الشمراني وقتل بعد ساعة تقريبًا، الساعة 7:45 صباحًا بعد أن تبادل نائبان من مكتب شريف مقاطعة إيسكامبيا إطلاق النار عليه.
ذكرت بعض المصادر الرسمية بوقوع عدد 4 قتلى من ضمنهم منفذ الهجوم، ووقوع عدد 7 اصابات.